# Bytantaj
Bytantaj – rzeka w azjatyckiej części Rosji, w Jakucji; lewy dopływ Jany. Długość 586 km; powierzchnia dorzecza 40 200 km².
Źródła w Górach Wierchojańskich; płynie w kierunku północno-wschodnim przez Płaskowyż Jański; żeglowna na odcinku 120 km od ujścia.
Zamarza od października do połowy maja; zasilanie deszczowo-śniegowe.